# Retslægerådet
Retslægerådet er en instans under Justitsministeriet, der på begæring af offentlige myndigheder udtaler sig om lægelige spørgsmål vedrørende enkeltpersoners retsforhold.
Rådet blev sammen med Sundhedsstyrelsen oprettet i 1909 da Det Kongelige Sundhedskollegium blev nedlagt.
Rådet består af op til 12 (i maj 2015: 11) medlemmer (læger), samt et stort antal særligt sagkyndige inden for en række specialområder.
Rådet udtaler sig hvert år om ca. 2000 sager, hvoraf over en fjerdedel handler om vurdering af psykiatriske problemstillinger, fx mentalerklæringer og anmodninger om farlighedsdekreter.